# Super Rugby AU 2021
Il Super Rugby Australia 2021 fu la 2ª edizione del Super Rugby Australia nonché spin-off australiano della 26ª edizione del Super Rugby SANZAAR.
Si tenne dal 19 febbraio 2021 all’8 maggio 2021 tra 5 squadre che si affrontarono con la formula della stagione regolare in gare di andata e ritorno più un turno di play-off e finale in gara unica.
La finale si tenne al Lang Park di Brisbane tra le stesse due squadre della stagione precedente, ma a campi invertiti: la formazione del Queensland dei Reds e quella della capitale federale Canberra dei Brumbies.
Ad avere la meglio furono i primi con il punteggio di 19-16 grazie a una meta nei minuti di recupero da parte di James O'Connor, autore di tutti i punti della sua squadra nell'incontro.
Il torneo si tenne in parallelo al neozelandese Super Rugby Aotearoa 2021; al termine di entrambe le competizioni si tenne il Super Rugby Trans-Tasman, un torneo in cui ogni squadra neozelandese disputò un incontro singolo contro ogni squadra australiana, con finale tra le due squadre meglio piazzate nella classifica finale di ciascuno dei due Paesi.

## Formula
La formula del torneo previde un girone all'italiana con partite di andata e ritorno per un totale di dieci giornate, durante le quali ogni club disputò 8 incontri e 2 turni di riposo.
Al termine del girone, la prima classificata andò direttamente in finale e la seconda e la terza spareggiarono in gara unica per affrontare la prima classificata in finale.

## Squadre partecipanti e ambiti territoriali
| Squadra       | Sede      | Area                                  |
| ------------- | --------- | ------------------------------------- |
| Brumbies      | Canberra  | Territorio della Capitale Australiana |
| Rebels        | Melbourne | Stato di Victoria                     |
| Reds          | Brisbane  | Stato del Queensland                  |
| Waratahs      | Sydney    | Stato del Nuovo Galles del Sud        |
| Western Force | Perth     | Stato dell'Australia Occidentale      |

## Stagione regolare

### Risultati
| 19-2-2021    | 1ª/6ª giornata           | 26/27-3-2021 |
| ------------ | ------------------------ | ------------ |
| 41-7         | Reds – Waratahs          | 46-14        |
| 11-27        | Western Force – Brumbies | 14-42        |
| Rip.         | Rebels                   |              |
|              |                          |              |
| 12/13-3-2021 | 4ª/8ª giornata           | 9/10-4-2021  |
| 38-40        | Brumbies – Reds          | 22-24        |
| 7-10         | Western Force – Rebels   | 16-15        |
| Rip.         | Waratahs                 |              |

| 26/27-2-2021 | 2ª/7ª giornata       | 2/3-4-2021   |
| ------------ | -------------------- | ------------ |
| 61-10        | Brumbies – Waratahs  | 24-22        |
| 23-21        | Reds – Rebels        | 44-19        |
| Rip.         | Western Force        |              |
|              |                      |              |
| 19/20-3-2021 | 5ª/10ª giornata      | 23/24-4-2021 |
| 33-14        | Rebels – Waratahs    | 36-25        |
| 26-19        | Reds – Western Force | 27-30        |
| Rip.         | Brumbies             |              |

| 5/6-3-2021 | 3ª/9ª giornata           | 17/18-4-2021 |
| ---------- | ------------------------ | ------------ |
| 24-27      | Brumbies – Rebels        | 26-20        |
| 16-20      | Waratahs – Western Force | 30-31        |
| Rip.       | Reds                     |              |

### Classifica
|  |    | Squadra       | G | V | N | P | PF  | PS  | P±   | MF | MS | BM | BS | Pt |
|  | -- | ------------- | - | - | - | - | --- | --- | ---- | -- | -- | -- | -- | -- |
|  | 1. | Reds          | 8 | 7 | 0 | 1 | 271 | 170 | 101  | 33 | 18 | 4  | 1  | 33 |
|  | 2. | Brumbies      | 8 | 6 | 0 | 2 | 267 | 165 | 102  | 37 | 15 | 3  | 2  | 29 |
|  | 3. | Western Force | 8 | 4 | 0 | 4 | 148 | 193 | −45  | 15 | 22 | 0  | 2  | 18 |
|  | 4. | Rebels        | 8 | 3 | 0 | 5 | 178 | 182 | −4   | 14 | 22 | 0  | 4  | 16 |
|  | 5. | Waratahs      | 8 | 0 | 0 | 8 | 138 | 292 | −154 | 15 | 37 | 0  | 3  | 3  |

## Play-off
|  | Semifinali | Semifinali    | Semifinali |          |    | Finale | Finale | Finale |  |
|  |            |               |            |          |    |        |        |        |  |
|  |            |               |            |          |    |        |        |        |  |
|  |            |               |            |          |    |        |        |        |  |
|  |            |               |            |          |    |        |        |        |  |
|  |            | 1             | Reds       | 19       |    |        |        |        |  |
|  |            |               |            | 19       |    |        |        |        |  |
|  |            |               | 2          | Brumbies | 16 |        |        |        |  |
|  | 2          | Brumbies      | 2          | Brumbies | 16 | 21     |        |        |  |
|  | 2          | Brumbies      |            |          |    |        |        |        |  |
|  | 3          | Western Force | 9          |          |    |        |        |        |  |

### Semifinale
| Arbitro: | Nic Berry (QLD) |

|                                  |      |                      |
| Wright 35’ Banks 40+1’           | mt   |                      |
| Lolesio 35’                      | tr   |                      |
| Lolesio 60’ R. Lonergan 72’, 77’ | c.p. | 34’, 45’, 68’ Miotti |

### Finale
| Arbitro: | Nic Berry (QLD) |

| |              | |
| O’Connor 80+4’ | mt           | 12’ Banks |
| O’Connor 80+4’ | tr           | 12’ Lolesio |
| O'Connor 2’, 29’, 50’, 63’ | c.p.         | 31’, 39’, 70’ Lolesio |
| · Hegarty · 63’ Petaia · Flook · Stewart · Campbell · O’Connor · 70’ McDermott · 44’ Wilson · McReight · Scott-Young · Salakaia-Loto · 70’ Smith · Tupou · 53’ Paenga-Amosa · 53’ Fotuaika | Formazioni   | · Banks · Muirhead 34’ · Ikitau · Simone · Wright · Lolesio · White 71’ · Valetini 60-70’ · Scott 71’ · Frost · Neville 64’ · Swain 77’ · Alaalatoa · L. Lonergan 53’ · Sio 66’ |
| · 53’ Mafi · 53’ Zander · Nonggorr · 70’ Uru · 44’ Wright · 70’ Thomas · Henry · 63’ Daugunu                                                                                               | Sostituzioni | · Fainga'a 53’ · Lloyd 66’ · Ross · Stowers 64’ · Reimer 71’ 80’ · R. Lonergan 71’ · Pasitoa · Hansen 34’                                                                       |
| Brad Thorn | Allenatori   | Dan McKellar |